# The Lion King (1994)
The Lion King (Nederlandse titel: De Leeuwenkoning) is een Amerikaanse animatiefilm uit 1994, geproduceerd door Walt Disney Feature Animation. Het is de 32ste van Disneys lange animatiefilms. Het verhaal speelt zich af op de Afrikaanse savanne, waar de koning der dieren, de leeuw, heer en meester is.

## Verhaal
De leeuwenkoning Mufasa woont samen met zijn vrouw Sarabi en de andere leeuwen op de Koningsrots en is de trotse heerser over de leeuwen en andere dieren van de savanne. In Mufasa's schaduw staat zijn jaloerse en wrokkige broer Scar, die graag zelf koning wil worden.
Mufasa's zoon Simba wordt geboren. De jonge Simba leert van zijn vader wat het koningschap inhoudt. Scar wijst Simba zogenaamd per ongeluk op het olifantenkerkhof, met de bedoeling hem daarheen te lokken om hem vervolgens te laten doden door hyena's, de verstoten dieren die onder aan de voedselketen staan. Simba en zijn vriendin, de jonge leeuwin Nala, worden nieuwsgierig en gaan stiekem op de verboden plek kijken. De roodsnaveltok Zazoe, die door Mufasa is aangesteld als toeziend voogd voor Simba, kan de twee niet tegenhouden. Zo komen Simba en Nala in aanraking met de hyena's Shenzi, Banzai en Ed, die van Scar de opdracht hebben gekregen om Simba te doden. Simba en Nala weten ternauwernood te ontkomen dankzij Mufasa, die nog net op tijd ter plaatse is.
In een nieuwe poging tegelijk Simba en Mufasa uit de weg te ruimen, ontketent Scar met hulp van zijn hyena's een gigantische stormloop van op hol geslagen gnoes, die recht op de plek afkomen waar Scar Simba eerst met een smoes naartoe heeft gelokt. Mufasa's poging om Simba uit de kloof te redden lukt ternauwernood, maar Mufasa wordt wanneer hij even later zelf hulpeloos aan een rots boven de kloof hangt door Scar weer naar beneden gegooid en sterft. Scar weet Simba hierna wijs te maken dat het diens schuld is dat Mufasa is omgekomen. Hierop maant hij Simba te vluchten en stuurt dan Shenzi, Banzai en Ed achter Simba aan om hem alsnog te doden. Simba weet net te ontkomen.
Wanhopig vlucht Simba naar het tropisch regenwoud, waar het stokstaartje Timon en het winderige knobbelzwijn Pumbaa hem redden. Door hun open en vrolijke karakter trekt hij een beetje bij. Van hen leert Simba de leus hakuna matata: heb geen zorgen. Simba besluit vervolgens zijn oude leven helemaal achter zich te laten, overtuigd als hij is dat de dood van zijn vader zijn schuld is. Hij leeft een bijna zorgeloos leven in het tropische regenwoud en groeit op van welp tot volwassen leeuw, onder toeziend oog van Timon en Pumbaa.
Ondertussen op de savanne heeft Scar het koninkrijk overgenomen en Sarabi en de leeuwinnen wijsgemaakt dat zowel Mufasa als Simba door een tragisch ongeluk zijn omgekomen. Ook de hyena's doen hun intrede op de Koningsrots, tot groot ongenoegen van de leeuwentroep. De inmiddels volwassen Nala gaat op een dag op jacht naar voedsel en komt terecht in het regenwoud waar Simba verder is opgegroeid. Terwijl ze op Pumbaa jaagt komt ze ineens weer oog in oog te staan met Simba. Nala vertelt Simba dat iedereen op de savanne hem dood waant en het rijk is uiteengevallen, iedereen lijdt nu honger onder Scars waardeloze bewind. Simba, die nog steeds denkt dat Mufasa's dood zijn schuld is, voelt zich echter vooralsnog niet geroepen om zelf koning te worden, totdat Rafiki die Simba ook terugvindt hem middels een visioen van zijn vader uiteindelijk toch tot inkeer weet te brengen. Ook Nala keert terug, samen met Timon en Pumbaa, zodra deze horen dat Simba onderweg is naar zijn geboorteplaats.
Eenmaal aangekomen in zijn geboortestreek ziet Simba hoe de savanne onder het regime van zijn oom tot een onleefbare streek is verworden, waarna hij alsnog is vastbesloten zijn koninkrijk terug te winnen. Hij gaat naar de Koningsrots en komt op voor zijn moeder Sarabi, die door Scar wordt mishandeld. Simba wordt eerst aangezien voor de uit de dood herrezen Mufasa. Als duidelijk wordt dat het om Simba gaat is iedereen verrast, inclusief Scar die dacht dat Simba was gedood door de hyena's. Scar zet een nieuwe troef in: hij beschuldigt Simba er tegenover iedereen nogmaals van Mufasa te hebben vermoord. Simba voelt zich nu weer zo schuldig dat hij niets ontkent.
Als Simba even later hulpeloos aan de rots hangt, dreigt Scar hem naar beneden te gooien en vertelt hem ondertussen in stilte de waarheid. Simba vat opnieuw moed, valt Scar aan en dwingt hem tegenover de hele leeuwentroep te bekennen. De laffe Scar probeert nu alle schuld aan de hyena's te geven. Hierop ontstaat een gevecht tussen de leeuwen en de hyena's. Na een heftige worsteling weet Simba Scar van de rots te gooien, waarna de wraakzuchtige hyena's een einde aan Scars leven maken. Simba eist nu alsnog zijn rechtmatige plek op de Koningsrots op.
Nu er een eind is gekomen aan Scars heerschappij, kan de natuur op de savanne zich eindelijk herstellen. Simba heeft zijn koninkrijk terug en trouwt met Nala. De film eindigt min of meer zoals hij begon: Rafiki laat vanaf de rots alle dieren een welpje zien, dit keer dat van Simba en Nala.

## Rolverdeling
| Acteur                 | Personage       | Nederlandse stem   | Dier           |
| ---------------------- | --------------- | ------------------ | -------------- |
| Matthew Broderick      | Volwassen Simba | Jurrian van Dongen | Leeuw          |
| Jonathan Taylor Thomas | Jonge Simba     | Piet Hein Snijders | Leeuw          |
| Moira Kelly            | Volwassen Nala  | Ryan van den Akker | Leeuwin        |
| Niketa Calame          | Jonge Nala      | Dewi Douwes        | Leeuwin        |
| James Earl Jones       | Mufasa          | Coen Flink         | Leeuw          |
| Jeremy Irons           | Scar            | Arnold Gelderman   | Leeuw          |
| Rowan Atkinson         | Zazoe           | Paul van Gorcum    | Roodsnaveltok  |
| Whoopi Goldberg        | Shenzi          | Irene Kuiper       | Gevlekte hyena |
| Cheech Marin           | Banzai          | Alfred Lagarde     | Gevlekte hyena |
| Jim Cummings           | Ed              | Peter van Hoof     | Gevlekte hyena |
| Madge Sinclair         | Sarabi          | Gerda Havertong    | Leeuwin        |
| Robert Guillaume       | Rafiki          | Freddy Gumbs       | Mandril        |
| Nathan Lane            | Timon           | David Verbeeck     | Stokstaartje   |
| Ernie Sabella          | Pumbaa          | Door Van Boeckel   | Knobbelzwijn   |

## Achtergrond

### Productie
De film stond tijdens de productie nog bekend als King of the Jungle, uiteindelijk is de naam ervan gewijzigd.
Net als bij bijvoorbeeld Bambi (1942), een andere lange Disney-tekenfilm waarin uitsluitend dieren in beeld komen, bestudeerden de tekenaars echte dieren voor de film. Sommigen gingen naar Afrika om de dieren daar in het wild te observeren, terwijl andere tekenaars de dieren naar de tekenstudio lieten halen.
Voor het tekenwerk werd op grote schaal gebruikgemaakt van computers, vooral bij de scène met de op hol geslagen gnoes.
The Lion King  werd tegelijk geproduceerd met de een jaar later uitgekomen tekenfilm Pocahontas. Lange tijd gingen tekenaars ervan uit dat deze laatste film de succesvolste van de twee zou worden, en daarom werd daaraan meer tijd besteed. Hoewel qua opbrengst beide films het goed deden, ontving De Leeuwenkoning uiteindelijk gunstiger kritieken van toeschouwers.

### Muziek
Elton John en Tim Rice schreven vijf nieuwe muzieknummers voor de film. Elton John zong zelf Can You Feel the Love Tonight in voor de aftiteling. Hans Zimmer verzorgde in samenwerking met Lebo M ook een stuk van de muziek, voorzien van traditionele Afrikaanse muziekelementen.
Drie van de nummers werden tegelijk genomineerd voor een Academy Award: het hiervoor genoemde Can You Feel the Love Tonight, Circle of Life en Hakuna Matata.

### Heruitgave in 3D
Op 16 september 2011 werd de film in de VS gedurende 2 weken opnieuw in de bioscoop uitgebracht in een speciale 3D-versie. Dit bleek een groot succes en bracht 80 miljoen dollar op. In oktober 2011 verscheen de 3D-heruitgave ook in België en Nederland.

## Vervolgen, spin-offs en remake
De film kreeg twee rechtstreekse sequels in de vorm van direct-naar-video-films: The Lion King II: Simba's trots (1998) en The Lion King III (2004). Op basis van de film werd er bovendien onder regie van Julie Taymor ook een musical gemaakt, die in 1997 in première ging.
De personages Timon en Pumbaa kregen na de film hun eigen animatieserie, die 86 afleveringen liep. Ook hebben ze hun eigen reeks stripverhalen gekregen.
Door de jaren heen zijn er een aantal videospellen gebaseerd op de film uitgebracht. Bekend zijn The Lion King, The Lion King: Simba's Mighty Adventure en Timon & Pumbaa's Jungle Games.
In 2016 verscheen er een televisieserie van Disney Junior, The Lion Guard, voorafgegaan door een film, The Lion Guard: Return of the Roar. Deze serie gaat over Simba's welp Kion en zijn vrienden Beshte, Fuli, Bunga en Ono.
Op 9 juli 2019 kwam de realistisch computer-geanimeerde remake The Lion King uit. Het vervolg hiervan, Mufasa: The Lion King, kwam uit in 2024.

## Trivia
- Voor de Nederlandse nasynchronisatie van de film nam Arnold Gelderman (stem van Scar) de regie voor zijn rekening. Hij besloot om twee Vlaamse acteurs in te schakelen voor de stemmen van Timon en Pumbaa. Dit omdat hij merkte dat Simba volgens de film althans, na de dood van zijn vader naar een soort van buurland vlucht. Dit werden David Verbeeck, respectievelijk Door Van Boeckel.
- De Nederlandstalige versie kwam een jaar voor de spellingwijziging van 1995 uit. De titel luidde hierdoor aanvankelijk De Leeuwekoning, dus nog zonder de tussen-n. Deze schrijfwijze was onder meer te vinden op de filmposters en video-uitgaven.

## Prijzen en nominaties
In totaal won de film 36 prijzen en werd de film 29 keer genomineerd.
1994
- Annie Awards
  - Best Animated Film – Gewonnen
  - Best Individual Achievement for Story Contribution in the Field of Animation (head of story) – Gewonnen
  - Best Achievement for Voice Acting – Gewonnen
  - Best Individual Achievement for Artistic Excellence in the Field of Animation (artdirector) – Genomineerd
  - Best Individual Achievement for Artistic Excellence in the Field of Animation (supervising animator, young simba) – Genomineerd
  - Best Individual Achievement for Artistic Excellence in the Field of Animation (artistic supervisor, computer graphics) – Genomineerd
- Awards Circuit Community Awards
  - Best Achievement in Sound – Gewonnen
  - Best Original Score – Gewonnen
  - Best Motion Picture – Genomineerd
  - Best Director – Genomineerd
  - Best Actor in a Supporting Role (Jeremy Irons) – Genomineerd
  - Best Original Screenplay – Genomineerd
- Golden Screen Awards
  - Golden Screen – Gewonnen
  - Golden Screen with 1 Star – Gewonnen
- Kansas City Film Critics Circle Awards
  - Best Animated Film – Gewonnen
- Los Angeles Film Critics Association Awards
  - Best Animation – Gewonnen
- National Board of Review Awards
  - Best Family Film – Gewonnen

1995
- Academy Awards
  - Best Music, Original Song (Can You Feel the Love Tonight) – Gewonnen
  - Best Music, Original Score – Gewonnen
  - Best Music, Original Song (Circle of Life) – Genomineerd
  - Best Music, Original Song (Hakuna Matata) – Genomineerd
- Artios Awards
  - Best Casting for Animated Voiceover – Gewonnen
- BMI Film & TV Awards
  - BMI Film Music Award – Gewonnen
  - Most Performed Song from a Film (Can You Feel the Love Tonight) – Gewonnen
- British Academy Film Awards
  - Anthony Asquith Award for Film Music – Genomineerd
  - Best Sound – Genomineerd
- Cinema Audio Society Awards
  - Outstanding Achievement in Sound Mixing for Feature Films – Genomineerd
- Chicago Film Critics Association Awards
  - Best Original Score – Gewonnen
- Dallas-Fort Worth Film Critics Association Awards
  - Best Animated Film – Gewonnen
  - Best Picture – Genomineerd
- Golden Globes
  - Best Original Score - Motion Picture – Gewonnen
  - Best Original Song - Motion Picture (Can You Feel the Love Tonight) – Gewonnen
  - Best Motion Picture - Comedy or Musical – Gewonnen
  - Best Original Song - Motion Picture (Circle of Life) – Genomineerd
- Golden Reel Awards
  - Best Sound Editing - Music – Gewonnen
  - Best Sound Editing - Animated Feature – Gewonnen
- Golden Screen Awards
  - Golden Screen with 2 Stars – Gewonnen
- Grammy Awards
  - Best Male Pop Vocal Performance (Can You Feel the Love Tonight) – Gewonnen
  - Best Musical Album for Children – Gewonnen
  - Best Instrumental Arrangement with Accompanying Vocals (Circle of Life) – Gewonnen
  - Best Instrumental Composition Written for a Motion Picture or for Television – Genomineerd
  - Best Song Written Specifically for a Motion Picture or for Television (Can You Feel the Love Tonight) – Genomineerd
  - Best Song Written Specifically for a Motion Picture or for Television (Circle of Life) – Genomineerd
- Kids' Choice Awards
  - Favorite Movie – Gewonnen
- MTV Movie Awards
  - Best Villain – Genomineerd
  - Best Movie Song (Can You Feel the Love Tonight) – Genomineerd
- Saturn Awards
  - Best Fantasy Film – Genomineerd
  - Best Performance by a Younger Actor (Jonathan Taylor Thomas) – Genomineerd
- Young Artist Awards
  - Best Performance by a Young Actress in a Voiceover - TV or Movie (Laura Williams) – Gewonnen
  - Best Performance by a Young Actor in a Voiceover - TV or Movie (Jason Weaver) – Gewonnen
  - Best Family Motion Picture - Comedy or Musical – Gewonnen
  - Best Performance by a Young Actor in a Voiceover - TV or Movie (Jonathan Taylor Thomas) – Genomineerd

1996
- American Music Awards
  - Top Soundtrack – Gewonnen

2003
- DVD Exclusive Awards
  - Best Overall DVD, Classic Movie (Special Platinum Edition) – Genomineerd
  - Best New Movie Scenes (Special Platinum Edition) – Genomineerd
  - Best Games and Interactivities (Special Platinum Edition) – Genomineerd

2004
- British Academy Film Awards
  - DVD (Special Edition DVD) – Gewonnen
- Satellite Awards
  - Best Youth DVD (Platinum Edition) – Gewonnen
- Saturn Awards
  - Best DVD Classic Film Release – Genomineerd

2011
- IGN Summer Movie Awards
  - Best 3D Movie – Genomineerd
  - Best Movie Blu-Ray (Diamond Edition on Blu-Ray and DVD) – Genomineerd
- Satellite Awards
  - Best Youth DVD (Two-Disc DVD & Blu-Ray Diamond Edition) – Gewonnen

2015
- International Film Music Critics Awards
  - Best Archival Release of an Existing Score - Re-Release or Re-Recording – Genomineerd
- OFTA Film Hall of Fame
  - Motion Picture – Gewonnen

2016
- National Film Registry
  - National Film Preservation Board – Gewonnen